# Brankovics György szerb despota
Brankovics György (szerbül: despot Đurađ Branković/деспот Ђурађ Бранковић), (1377? – 1456. december 24.) szerb fejedelem 1427-től, despota 1429-től haláláig.

## Élete

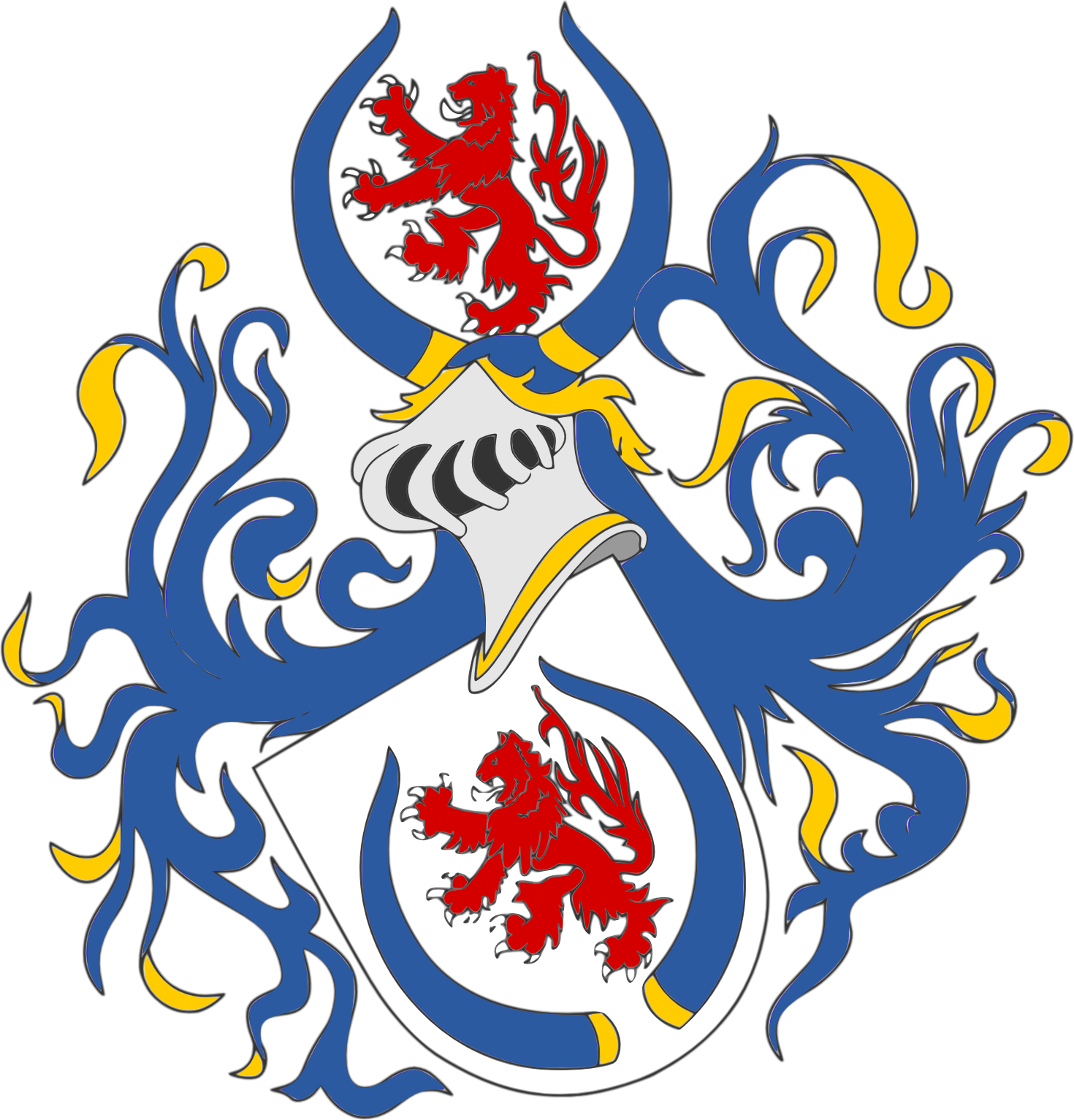
A Brankovics dinasztia címere

Brankovics István szerb tartományúr fia, Lazarevics István szerb despota unokaöccse. 1396-ban Nikápolynál még Lazarevics István szerb csapatai a törökök oldalán vonultak föl, az 1400-as évekre azonban Lazarevics István Zsigmond magyar király fontos híve lett. István despota több magyarországi birtokot kapott adományul, többek között Szatmár, Németi, Nagybánya, Felsőbánya uradalmai, de ura lett számos szabolcsi, bihari birtoknak is. Megkapta Debrecen és Böszörmény mezővárosokat, és délvidéki – Torontál vármegyei – területeket. Lazarevics ezek után Zsigmond hű támasza maradt, és a Sárkány Társaság (Societas Draconistrarum) alapító tagjai közé is bekerült. A despotának részt kellett vennie Ozora és a szörényi-temesi szakasz védelmében is, és segédcsapataival segíteni kellett a magyar hadakat. Ez a szerb – többnyire könnyűlovas haderő – kb. 8000 lovast jelenthetett. István despota hűséges maradt a királyhoz, azonban Zsigmond is támogatta Szerbia védelmét, sőt 1409-ben maga vonult a térségbe a török támadása ellen. Lazarevics hűségének bizonyítéka az is, hogy 1426-ban Tatán – Brankovics György örökségének elfogadásáért cserébe – lemondott Nándorfehérvár és Galambóc váráról a király javára.
Brankovics György nagybátyjától 1427-ben vette át a kormányzást.
1439-ben – mivel a törökök elfoglalták Szerbiát – magyarországi birtokaira menekült, és V. László pártjára állt. 1422-ben, Zsigmond király Brankovics György szerb despotának ajándékozta Világosvárt a hozzá tartozó birtokokkal együtt; majd miután hütlenségbe esett, 1441-ben magyarországi birtokait elvesztette, azokból Ulászló király Világosvárt Maróthi László Arad vármegye akkori főispánjának ajándékozta, azonban Brankovics a királytól kegyelmet nyert és birtokai közül többet visszakapott. 1444-ben visszakapta Szerbiát, Hunyadi Jánosnak pedig a törökkel kötendő béke érdekében odaadta birtokait.

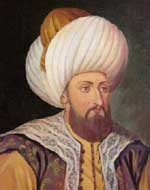
Brankovics veje II. Murád szultán

1444. június közepén II. Murád szultán számára fontossá vált a béke, mivel csapataira az ázsiai hadtereken volt szükség. A szultán Brankovics György szerb fejedelemnek ajánlatot tett, aki felkereste Hunyadi Jánost: amennyiben ez utóbbi támogatja, hogy 10 évre békét kössenek a szultánnal, akkor ő Brankovics György, szerbiai birtokait átadja neki. Hunyadi János felhatalmazást kért az uralkodójától, I. Ulászlótól, hogy követként Drinápolyba mehessen. A szultán 10 éves békét kért, ennek fejében Brankovics György szerbiai várait visszaadta a fejedelemnek, amelyek így Hunyadihoz kerültek, ezen felül százezer arany hadisarcot fizetett, amely az ország évi bevételeinek a fele volt. Azonban  a pápának esküt tett I. Ulászló királynak támadnia kellett. A pápa itáliai hajóival lezárta a Boszporuszt, hogy a törökök csapataikat ne tudják áthozni Európába, ám az itáliai hajósok katonánként egy aranyért áthozták a törököket, így a Várna felé induló seregek egymással szembe találták magukat.
1444. augusztus 22-én II. Murád szultán átadta Szendrőt és Észak-Szerbiát Brankovics Györgynek, ezt követően Hunyadi birtokba vette Brankovics magyarországi birtokait (Debrecen, Munkács, Szatmárnémeti, Nagybánya, Világos stb.). 1444. szeptember 20-21 között a magyar sereg mégis átkelt a Dunán Orsovánál, 22-én – a pápai sürgetésre – a magyar sereg I. Ulászló király és Hunyadi János vezetésével benyomult Bulgáriába, 26-án Bodont (Vidin), október 16-án Nikápoly külvárosát pusztította el. Vlad Drakul is csatlakozott a magyar sereghez. Ulászló serege a várnai mezőre november 9-én ért, és ott letáborozott. Ezen a napon érkezett meg II. Murád serege is. 1444. november 10-én Várnánál a hatalmas török sereggel szemben súlyos vereséget szenvedtek a magyar csapatok. A magyar király, I. Ulászló, annak reményében, hogy a szultánt elfogja, a janicsárok támadásának esett halálos áldozatául a megnyertnek tűnő csatában.
1448-ban Hunyadi János a Balkán nyugati szélén felkelő albánok vezérével Kasztrióta Györggyel ismertebb nevén Szkander béggel szövetségben indított támadó hadjáratot, 25 000 fős seregével. A szerbek vezére, Brankovics György azonban tájékoztatta a szultánt a magyar seregek helyéről, hadmozdulatairól, s így a törökök még az albánokkal való egyesülés előtt döntő csatára kényszerítették a magyar sereget.
A két napig tartó második rigómezei (Kosovo Polje) csatában végül Hunyadi János vereségével végződött. A csatában 15 ezer magyar katona esett el, a törökök részéről a veszteség még ennél is nagyobb volt. Az ütközet után a Szerbián át menekülő Hunyadit Brankovics György elfogatta, s csak a magyar országnagyok erélyes fellépésére nem adta ki II. Murád szultánnak.

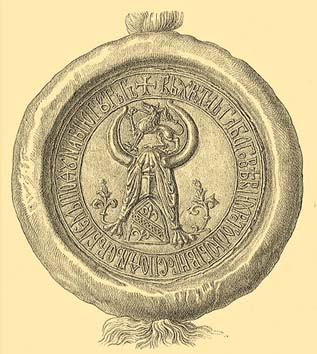
Brankovics György pecsétjének körirata: György, Krisztus urunkban hivő, Krisztusszerető ura a szerbeknek és a Duna mellékének

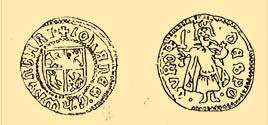
Brankovics György ezüstpénze

1451. június-július között Hunyadi János hadat vezetett Brankovics ellen, és számos várát elfoglalta. 1451. augusztus 7-én Szendrőn békekötésre került sor közöttük. Hunyadi János és Brankovics György közti szerződés értelmében Hunyadi László Szendrőbe ment túsznak. Brankovics pedig hozzájárult, hogy a gyermek Hunyadi Mátyás eljegyezze kiskorú unokáját, Cillei Ulrik leányát, Cillei Erzsébetet.
1455. év végén Brankovics György tartományának meg nem segítése és lányunokája  római katolikus hitre térítése miatt bosszút akart állni. Amikor Szilágyi Mihály öccsével, Szilágyi László (Fraknói szerint Osvát) nándorfehérvári várnaggyal a vár környékén négylovas kocsin utazott, Brankovics csapdát állított nekik, s orvul rájuk rontott. Mihály a kocsiról gyorsan leugorva, lóra kapott s szerencsésen elkerülte a halált, testvére László azonban sebeibe belehalt.
1455. végén, amikor az oszmánok elfoglalták Dél-Szerbiát, Szilágyi Mihály a fivére méltatlan halálát nem hagyta megtorlatlanul. Pár nappal tőrbe ejtésük után, december 14-én hirtelen összegyűjtött maroknyi hadával, váratlanul rajtaütött Brankovicson Kölpényen, a Száva mellett. Nagy ellenállás és Brankovics jobb keze két ujjának levágása után, amelyekkel sokszor esküdött hamisan, a szerb kiskirályt elfogta és több magyarországi uradalmát magára ruházta.
A másik verzió szerint ez 1457 közepén, éppen a Hunyadi fivérek Budára csalása előtt volt. Eszerint Szilágyi ekkor már unokaöccsének, Hunyadi Mátyásnak a királlyá emelését forgatta a fejében, nem akarta örök ellenségévé tenni a despotát, hanem inkább annak pártjára szerette volna állítani. Kibékült vele és a kicsikart uradalmakról lemondott, majd szabadon bocsátotta Brankovicsot. Mátyás később oklevélben erősítette meg újra Szilágyit ezen birtokokban. 
Brankovics György a szabadulása után azonban, 1456. december 24-én belehalt sérüléseibe.
Felesége, Kantakuzéna Irén Kantakuzénosz Teodor despota lánya volt. A trónon fia, Lázár követte, aki 1447-től társuralkodóként állt mellette.